# Ratko Mladić
Ratko Mladić (srp.: Ратко Младић; Božanovići kod Kalinovika, 12. ožujka 1942.) osuđeni je ratni zločinac, zapovjednik jugoslavenskih snaga u Hrvatskoj, a poslije srpskih snaga u Bosni i Hercegovini od 1992. do 1995. godine. Županijski sud u Zadru zbog kaznenih djela ratnih zločina osudio je Ratka Mladića u odsutnosti na 20 godina zatvora. Dana 26. svibnja 2011. uhićen je u selu Lazarevu kod Zrenjanina. 
Međunarodni sud za ratne zločine počinjene na području bivše Jugoslavije prvostupanjskom je presudom 22. studenoga 2017. Ratka Mladića osudio na kaznu doživotnoga zatvora, za zločine genocida (po dvije točke), zločine protiv čovječnosti (po pet točaka) i za ratne zločin (po četiri točke) koje je počinio u svojstvu najviše rangiranog generala u Vojsci Republike Srpske i u svrhu stvaranja Republike Srpske.
Konačnom presudom u Haagu 8. lipnja 2021. potvrđena mu je prvostupanjska presuda, tj. kazna doživotnog zatvora.

## Životopis
Mladić je u Beogradu završio Vojnu akademiju JNA i Komandno-štabnu akademiju, te je kao časnik službovao u Makedoniji (Kumanovo, Skoplje, Štip), te kasnije u Prištini.
U lipnju 1991. je poslan u Knin, glavni grad i središte tzv. RSK, kao zapovjednik 9. korpusa JNA, sa zadaćom da organizira pobunjene srpske snage u Hrvatskoj, tijekom borbi između JNA i hrvatskih snaga 4. listopada 1991. unaprijeđen je u general-majora. 9. svibnja 1992.je preuzeo mjesto glavnog zapovjednika štaba Druge vojne oblasti JNA u Sarajevu. 12. svibnja 1992. je Skupština bosanskih Srba izglasala stvaranje Vojske RS. U isto vrijeme, Mladić je postavljen na dužnost zapovjednika Vrhovnog štaba VRS-a (de facto zapovjednika Vojske RS), a mjesto na kojem je bio do prosinca 1996. (u svibnju 1992.,nakon povlačenja JNA iz Bosne, Druga vojna oblast JNA je postala jezgrom Glavnog štaba VRS-a). 24. lipnja 1994. unaprijeđen je u general-pukovnika. 24. srpnja 1995. optužen je od Međunarodnog suda za ratne zločine počinjene na području bivše Jugoslavije (ICTY) za genocid, zločine protiv čovječnosti i brojne ratne zločine, uključujući i zločine vezane za teroriziranje Sarajlija snajperima. 16. studenog 1995., optužnica je proširena i na genocid, zločine protiv čovječnosti i ratne zločine tijekom napada na UN-ovu zaštićenu zonu u Srebrenici u srpnju 1995. Mladić je također odgovoran za uzimanje UN-ovog osoblja kao taoce.

### Ratni zločini u agresiji protiv Hrvatske
Po Mladićevim zapovjedništvom u rujnu 1991. 50 tenkova napalo je grad na Šibenik. Uništeno je Kijevo, Vrlika, zaleđe Šibenika i Zadra. Zapovijedao je topničkim napadima na gradove Šibenik, Zadar i Sinj.
- Jugoslavenska narodna armija pomogla je pobunjenim Srbima 18. studenog 1991. pri Pokolju u Škabrnji.
- Srpske snage predvođene Ratkom Mladićem su 17. rujna 1991. godine okupirale i zauzele branu Peruća. 28. siječnja 1993. minirana je s 30 tona eksploziva pri najvećem zabilježenom vodostaju prilikom oslobodilačke Operacije Peruća pri povlačenju agresora.

## Bijeg i potraga
Dok je bio bjegunac ICTY-a, pretpostavljalo se da se skriva ili u Srbiji ili Republici Srpskoj u BiH. Mladić je navodno viđen da prisustvuje nogometnoj utakmici između Kine i Jugoslavije u Beogradu 2000. godine. Ušao je na VIP ulaz i sjeo u privatnu ložu okružen osmoricom naoružanih čuvara. Neki tvrde da je viđen u predgrađu Moskve i da je "često" posjetitelj Soluna i Atene, što je podiglo sumnju da su mnoga lažna izvješća poslana kako bi se pokrio njegov trag. Nema govora da je njegovo osiguranje na prilično visokom nivou. U studenom 2004., britanska vojna služba je priznala kako vojna akcija privođenja Mladića i drugih optuženika nema puno šansi za uspjeh. U travnju 1994. Mladićeva kćer Ana je izvršila samoubojstvo tijekom studija medicine u Beogradu. Moguće da razlog njezinog samoubojstva leži u intenzivnoj kritici Mladića u tadašnjim srpskim medijima. Sahranjena je u Topčideru i vjeruje se[nedostaje izvor] da je Mladić neko vrijeme redovito dolazio na njen grob. Srbijanski predsjednik Boris Tadić je objavio da je Ratko Mladić uhićen 26. svibnja 2011. kao Milorad Komadić.

## Suđenje
Dana 22. studenoga 2017. godine na Međunarodnom kaznenom sudu za ratne zločine počinjene na području bivše Jugoslavije (ICTY-u) u 10 sati započelo je izricanje prvostupanjske presude po 11 točaka optužnice za ratne zločine koje je Mladić počinjio u vrijeme obnašanja dužnosti zapovjednika Vojske Republike Srpske (VRS-a). Sudilo mu se prema optužnici u kojoj je ptužen za genocid, zločine protiv čovječnosti i kršenja zakona ili običaja ratovanja u Bosni i Hercegovini od svibnja 1992. do pred kraj 1995. godine. U završnoj riječi tužiteljstva u prosincu 2016. godine za njega je zatražena kazna doživotnog zatvora dok je obrana predložila da ga se oslobodi svih optužbi. Prvu optužnicu protiv njega haaško je tužiteljstvo podignulo još 25. srpnja 1995. godine i nakon toga je triput širilo i mijenjalo zbog potrebe da se suđenje provede što učinkovitije, pa su u njoj zadržani samo najteži ratni zločini.
Premda su zlodjela u BiH nastavak Mladićeve politike i postupaka u Hrvatskoj, zlodjela koja je zapovijedio u Hrvatskoj izostala su iz optužnice na međunarodnom tribunalu, premda postoji brojna dokumentacija, primjerice za napade na Šibenik 16. rujna 1991., te Biograd i Zadar. Tada je bio glavni čovjek u 9. korpusu korpusu JNA, i akcije koje je zapovijedao nisu bile radi "deblokade JNA" kako je plasirao svijetu, nego radi osvajanja gradova u okviru velikosrpske politike.

### Uoči
Jutro uoči izricanja presude okupile su se članice Udruženja "Žena-žrtva-rata" i Udruženje Žena-Podrinja", udruge žrtava srebreničkog genocida. Ratko Mladić je uoči presude izjavio "Znam da sam nevin! Sa mnom mogu raditi šta hoće, ali mi dušu ne mogu uzeti!". Britanski list Guardian uoči presude pisao je o sigurnoj osuđujućoj presudi, pozivajući se na analize i izjave stručnjaka kaznenog prava. Ispred sudnice bio je postavljen bijeli šator sa slikama žrtava srebreničkog genocida.
Mladićevi odvjetnici su dan uoči presude iznijeli niz zahtjeva o odgađanju presude, iz više razloga, među kojima su navodno narušavanje ljudskih prava zbog odbijanja posjeta svećenika Ruske pravoslavne crkve Mladiću u pritvoru, kao i narušeno zdravlje, zbog kojeg su tvrdili da bi "mogao umrijeti prilikom izricanja presude". Također, u neobičnom zahtjevu, tražili su da se čitanje presude skrati i da se, ako je presuda oslobađajuća, to odmah kaže na početku, a čitanje svega ostalog odgodi za kasnije.

### Točke optužnice
U prvom dijelu suđenja, Mladić je osuđen po 4 od 5 točaka optužnice, za kršenje zakona i običaja ratovanja, a to su nasilna djelovanja čiji je glavni cilj bio teroriziranje civila, nezakoniti napadi na civile, uzimanje taoca i provođenje genocida. Sudsko vijeće utvrdilo je da počinjeni zločini koji predstavljaju istrebljenje trovanje plinom i streljanje zatočenika logora Keraterm, čiji se broj kretao između 190 i 220. Vijeće je utvrdilo da su mnoge žrtve nezakonito zatočene i izvrgnute nečovječnom odnošenju i to na temelju svoje vjerske i etničke pripadnosti, što je uključivalo loše higijenske i zdravstvene uvjete, nestašice hrane i vode koje su dovele do izgladnjivanja, kao i prisiljavanje zatočenika logora na međusobno silovanje, pri čemu je navedena Karamanova kuća u Foči, u kojoj je bilo silovano nekoliko skupina žena i djece od 12 godina starosti.
Utvrđeno je i da je od sredine svibnja 1992. pa do 1995. VRS, a osobito tzv. SRK, namjerno je granatirao i iz snajpera pucao po Sarajevu, često po mjestima bez vojne važnosti. Zbog toga su stotine civila ubijene, a tisuće ranjene, a kao primjer je naveden i pokolj na Markalama. Utvrđena je namjera počinitelja svih članova SRK-a da ciljaju na civile i da nesrazmjerno unište grad, a Vijeće zaključuje da su članovi SRK-a namjeravali terorizirati stanovništvo Sarajeva te da je to teroriziranje bilo izloženo kroz snajperiranje i granatiranje. Članovi SRK su počinili ubojstvo, teroriziranje civila, kao kršenje zakona i pravila ratovanja te ubojstvo kao zločin protiv čovječnosti.
Vijeće je, vezano uz Srebrenicu, utvrdilo da su snage bosanskih Srba poduzele mjere smaknuća na tisuće Bošnjaka iz Srebrenice neselektivno kako bi izvršile zločin progona. Neki od ubojstva i smaknuća imaju obilježja istrebljenja. Utvrđeno je i da je nekoliko od zločina za koje se tereti predstavljaju prisilno premještanje. Zaključeno je da su se sve radnje vezane uz Srebrenicu odvijale genocidno. Vijeće stoga utvrđuje da zločin genocida, progona, istrebljenja, ubojstva i nečovječnog i prisilnog postupanja jest počinjen protiv Bošnjaka u i oko Srebrenice. Raspravno vijeće ICTY-ja potvrdilo je da je u srpnju 1995. genocid počinjen u Srebrenici, ali ne i u sedam drugih općina istočne Bosne Foči, Ključu, Kotor Varošu, Prijedoru, Sanskom Mostu i Vlasenici, gdje su potvrđeni zločini nad nesrpskim stanovništvom (Bošnjacima i Hrvatima), ali da njihova namjera nije bila istrebljenje naroda. Raspravno vijeće utvrdilo je da je u BiH bio oružani sukob i da su zločini počinjeni u toj državi imali obilježja sustavnih, masovnih i raširenih djela. Takve zaključke prvostupanjsko vijeće donijelo je i u presudi bivšem predsjedniku Republike Srpske Radovanu Karadžiću, koji je osuđen na 40 godina zatvora.
Utvrđeno je i kako je Mladić osobno zapovjedao granatiranje Sarajeva, sudjelovao u odabiru ciljeva i naredio da se vatra preusmjeri od dijelova grada naseljenih Srbima, prema civilnom nesprskom stanovništvu. Onemogućio je dostavu humanitarne pomoći tijekom opsade Sarajeva od 10. travnja 1994., koja je trajala do njegova oslobađanja. Namjerno je davao izjave kojima je navodio medije na krivi zaključak vezano uz počinjene zločine. Bez njega zločini ne bi bili počinjeni na način na koji su počinjeni. Vijeće je utvrdilo da je optuženi značajno pridonio ostvarenju zajedničkog cilja, trajnog uklanjanja bosanskih Muslimana i Hrvata iz Sarajeva. Uzeto je u obzir i njegovo nijekanje zločina u Srebrenici i širenje lažnih informacija te je potvrđeno njegovo sudioništvo u srebreničkom zločinu.

### Presuda
Izricanje presude prenosili su RTS na svom Drugom programu, N1 i Treći program TV Pinka uz analize i komentare gostiju, uglavnom stručnjaka s područja kaznenog prava i uključenja u bosanskohercegovačke gradove Banjaluku, Pale, Sarajevo i druge u kojima je održano javno izravno prenošenje presude na gradskim trgovima. Srbijanski i bosanskohercegovački tisak posebno su pratili cijeli postupak uoči, tijekom i nakon suđenja, kao i veliki dio europskih medija.
U jednom trenutku Ratko je Mladić ustao i vikao "Laž, laž" te psovao zbog čega je glavni sudac Orie zamolio stražare da ga izvedu iz sudnice. Ostatak presude proveo je u zasebnoj prostoriji, gdje je preko zaslona pratio čitanje zaključaka. 
Suđeno mu je prema 10 od 11 točaka optužnice, od čega su prve dvije za genocid, pet je za zločine protiv čovječnosti i četiri za ratne zločine. Oslobođen je jedino od točke koja ga je optuživala za genocid u šest općina Bosne i Hercegovine. Osuđen je na doživotni zatvor.

### Reakcije
Očekivano, presuda je u bosanskohercegovačkim medijima izazvala pozitivne, a u srpskim negativne reakcije, dok su hrvatski mediji izrazili nezadovoljstvo što Mladiću nije suđeno za zločine počinjene nad Hrvatima, i u Hrvatskoj i u Bosni i Hercegovini, posebno za pokolj u Škabrnji i uskraćivanje moralne zadovoljštine hrvatskim žrtvama. Analitičari su se složili da je ovom presudom samo potvrđeno kako su Hrvatska i BiH sudjelovale u međudržavnom sukobu, ali ne i Srbija, uzročnik i začetnik sukoba, što su mnogi prozvali novom pobjedom Srbije. Ratni zapovjednik obrane Škabrnje Marko Miljanić istoga dana u gostovanju na HTV-u 4 u emisiji Studio 4 izrazio nezadovoljstvo istaknuvši da je “ispekao zanat na Škabrnji”, nakon čega je unaprijeđen u generala. Također, tijekom suđenja bili su izuzeti zločini počinjeni na Kosovu.
Srpska ministrica pravosuđa Nela Kuburović ocijenila je prije izricanje presude da, kakva god bude odluka ICTY-a, srpska vlada ostaje pri ranijim zahtjevima Međunarodnom sudu za ratne zločine počinjene na području bivše Jugoslavije, da Ratka Mladića pregledaju liječnici iz Srbije, te da “i dalje vrijede jamstva za njegovo puštanje na privremenu slobodu zbog liječenja”. Haški tribunal je, po njezinoj ocjeni, donosio selektivne presude “kao da su srpske žrtve manje vrijedne, jer su od 82 osuđena njih 62 Srbi”.
Sarajevski Dnevni avaz prenio je izjavu zapovjednika obrane Srebrenice Nasera Orića, koji je rekao "da vojskovođa mora odgovarati i pred svojim narodom", jer je odgovoran za smrt vojnika Vojske RS koje je osobno vodio u smrt:
Beogradska Politika pisala je kako "general Mladić nije u sudnici dočekao izricanje presude, pošto ga je raspravno vijeće, sredinom zasjedanja, udaljilo", nepotpuno navodeći okolnosti udaljavanja, jer je Mladić sam uzrokovao svoje izbacivanje iz sudnice. Na sličan način izvještavali su i ostali srpski mediji, prenoseći izjave srpskih političara iz Republike Srpske. Jedino je Blic izvijestio o presudi donoseći izjave srpskih analitičara koje nisu negirale zločine i Mladićevu krivnju.

## Vanjske poveznice
- Članak o uhićenju Ratka Mladića
- Članak o sudskim postupcima protiv Ratka Mladića u Hrvatskoj  Arhivirana inačica izvorne stranice od 27. svibnja 2011. (Wayback Machine)